# 蕭壠足球場
蕭壠足球場位於台灣台南市佳里區佳東路文中二公園旁，地址是台南市佳里區信義一街158號，是台南市第一座依照國際標準規劃設計的專用足球場。
「蕭壠」取自佳里區古地名，球場長105公尺、寬75公尺，佔地7435坪，2樓看台可容納752人。2009年1月動土興建，同年12月完工，2010年1月20日揭牌啟用，耗資約新台幣6496萬元。

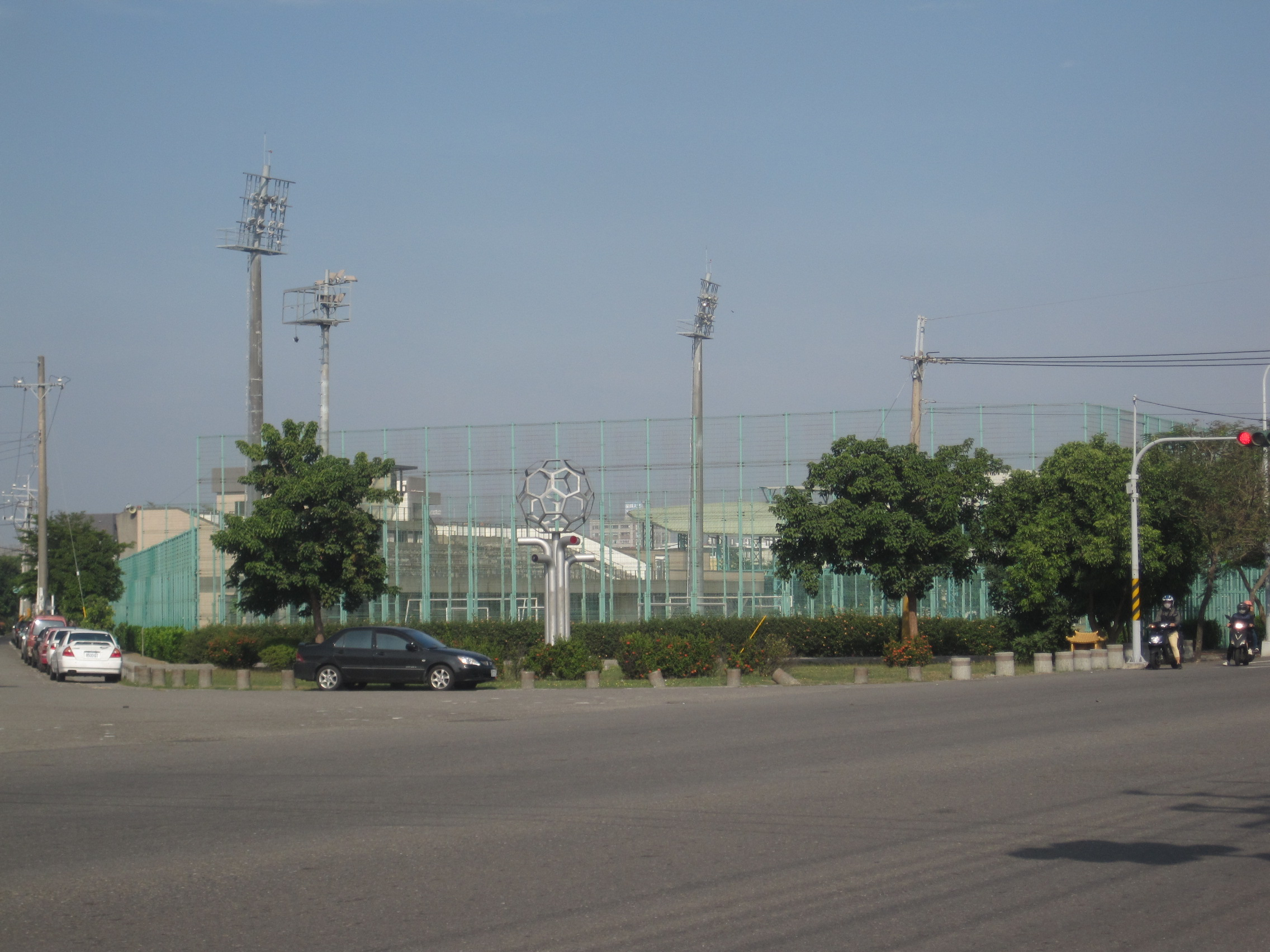
蕭壠足球場南側